# Jean Béliveau
Jean Arthur Béliveau (Kanada, Québec, Trois-Rivières, 1931. augusztus 31. – Kanada, Québec, Longueuil, 2014. december 2.) kanadai profi jégkorongozó. 20 szezont játszott a National Hockey League-ben a Montréal Canadiensben. Játékosként 10 Stanley-kupát nyert és még 7-et, mint a Canadiensnél vezető beosztásban levő személy. Így a 17 Stanley-kupa győzelem abszolút rekordot jelent. Beceneve Le Gros Bill volt, a magassága és súlya miatt. Pályafutása során elérte az 500 gólos és az 1000 pontos határt is. Kétszer nyerte el a Hart-emlékkupát (1956, 1964), amit az alapszakasz legértékesebb játékosának ítélnek. 1956-ban pontkirály lett ezért elnyerte a Art Ross-trófeát. 1965-ben a rájátszásban választották a legértékesebb játékosnak, amiért elnyerte a Conn Smythe-trófeát. 1972-ben beválasztották a Jégkorong Hírességek Csarnokába.